# Gare de Romans - Bourg-de-Péage
Gare de Romans - Bourg-de-Péage vasútállomás Franciaországban, Romans-sur-Isère településen.

## Vasútvonalak
Az állomást az alábbi vasútvonalak érintik:
- Valence–Moirans-vasútvonal

## Kapcsolódó állomások
A vasútállomáshoz az alábbi állomások vannak a legközelebb:
- Gare de Valence-Rhône-Alpes-Sud TGV
- Gare de Saint-Hilaire - Saint-Nazaire